# Домар-ан-Понтьё
Домар-ан-Понтьё (фр. Domart-en-Ponthieu) — коммуна на севере Франции, регион О-де-Франс, департамент Сомма, округ Амьен, кантон Фликсекур. Расположена в 26 км к северо-западу от Амьена и в 2 км от автомагистрали А16 «Европейская».
Население (2018) — 1 074 человека.

## Достопримечательности
- Церковь Святого Медарда XII—XVII веков
- Круглая башня (часть разрушенного шато)
- Шато Ла-Э с парком
- Дом рыцарей-тамплиеров XV века

## Экономика
Уровень безработицы (2017) — 12,9 % (Франция в целом — 13,4 %, департамент Сомма — 15,9 %). 

Среднегодовой доход на 1 человека, евро (2018) — 19 540 (Франция в целом — 21 730, департамент Сомма — 20 320).

## Демография
Динамика численности населения, чел.

## Администрация
Пост мэра Домар-ан-Понтьё с 2020 года возглавляет Николя Марешаль (Nicolas Maréchal). На муниципальных выборах 2020 года возглавляемый им список победил в 1-м туре, получив 61,03 % голосов.
| Период | Период | Фамилия           | Партия | Примечания |
| ------ | ------ | ----------------- | ------ | ---------- |
| 2001   | 2014   | Жан-Люк Эрмель    |        |            |
| 2014   | 2020   | Кристиан Прюд’Омм |        |            |
| 2020   |        | Николя Марешаль   |        |            |

## Галерея

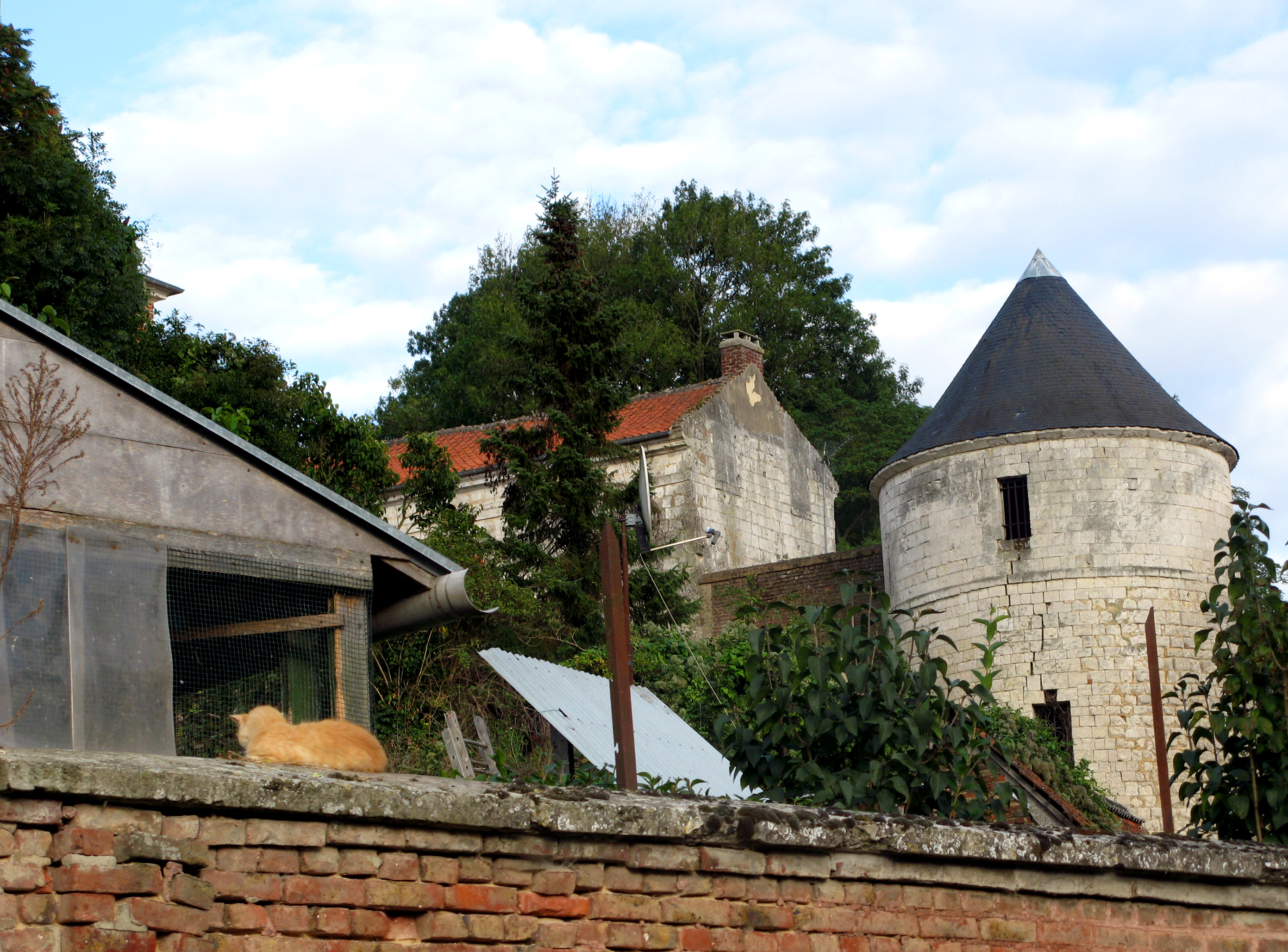
Круглая башня
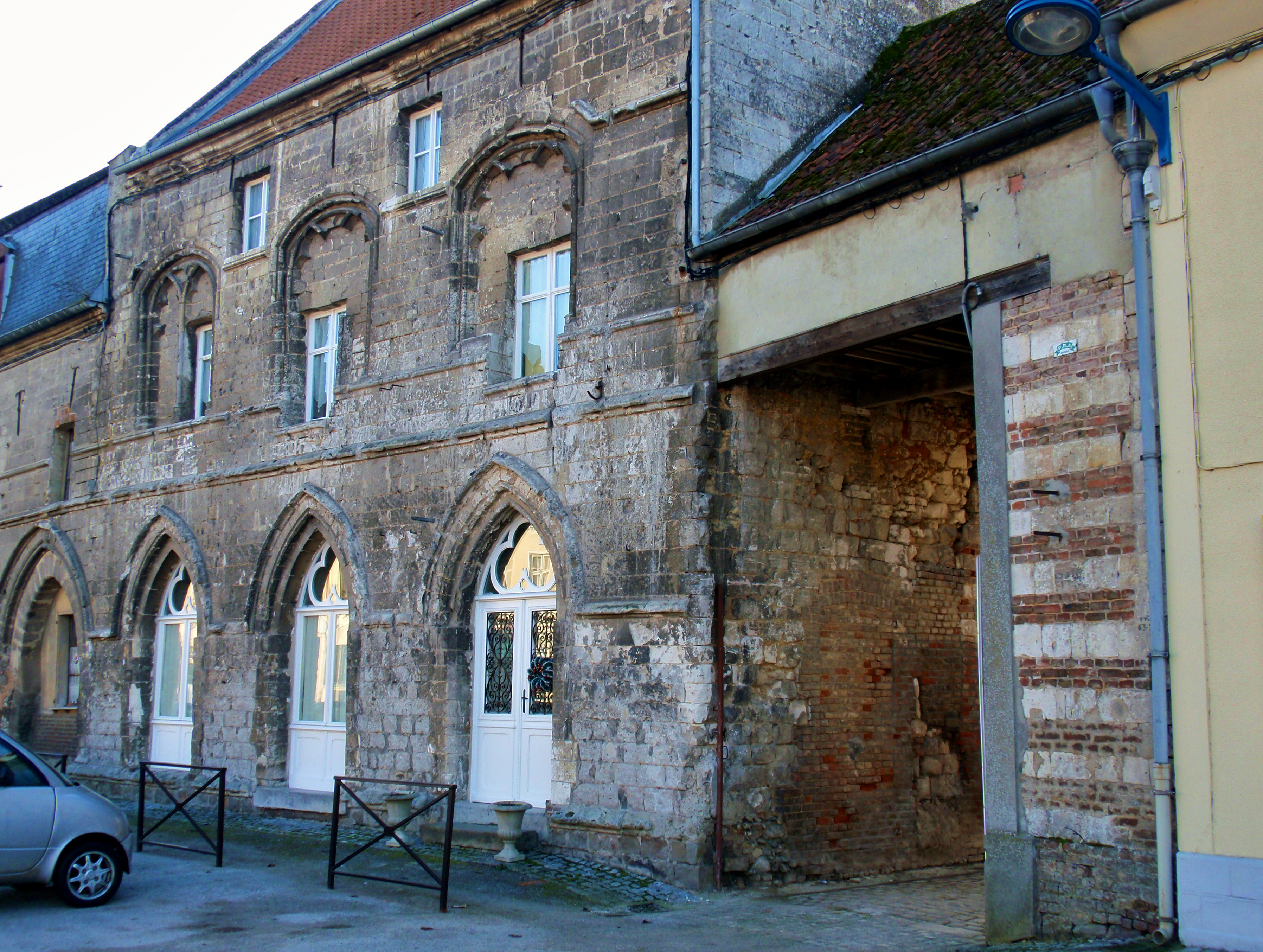
Фасад дома тамплиеров
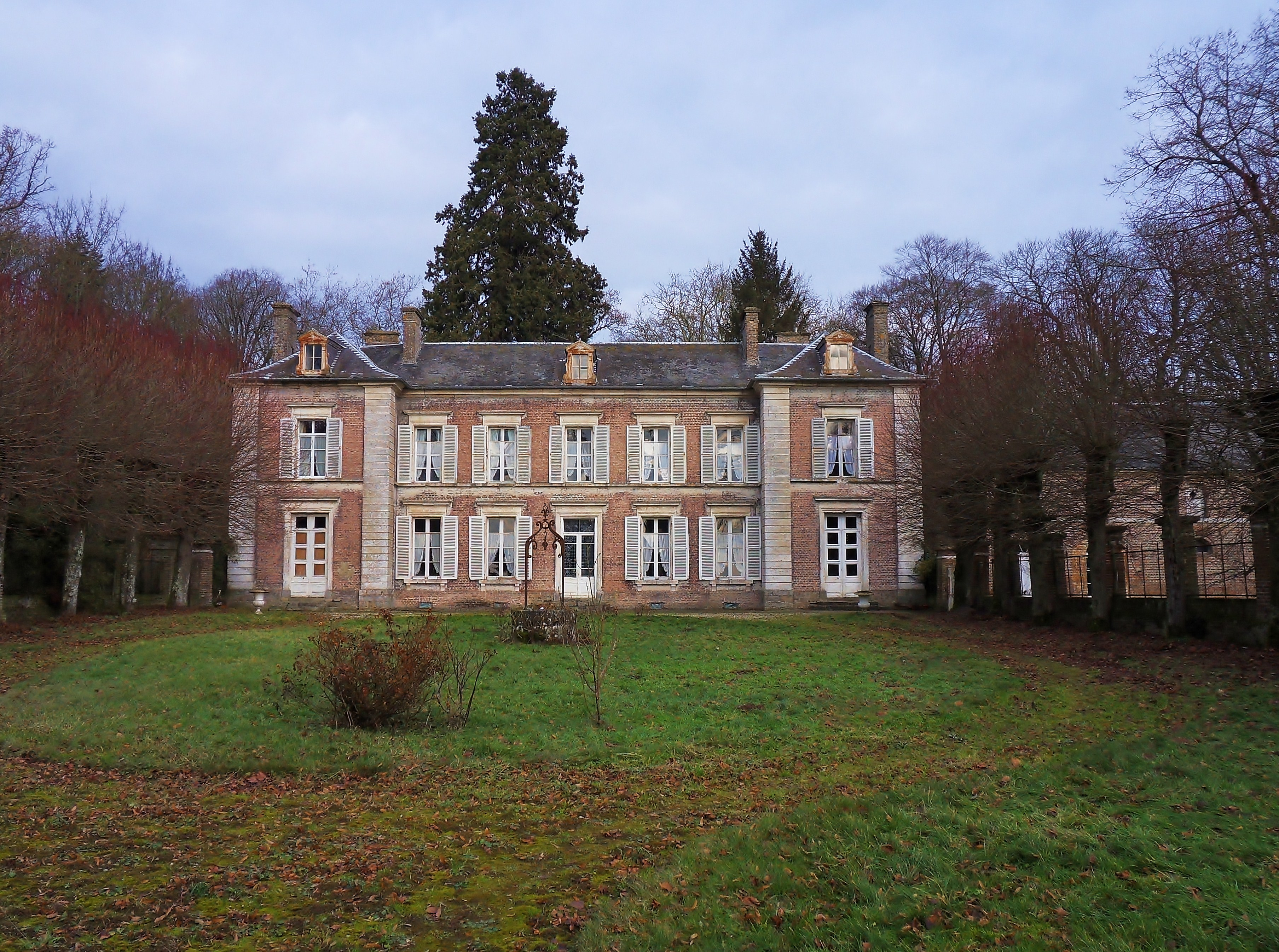
Шато Ла-Э

1. 1 2  база данных о французских коммунах — Национальный географический институт Франции, 2015.
2. ↑  https://data.geopf.fr/telechargement/download/GEOFLA/GEOFLA_2-2_COMMUNE_SHP_LAMB93_FXX_2016-06-28/GEOFLA_2-2_COMMUNE_SHP_LAMB93_FXX_2016-06-28.7z — 2016.